# Kailua (condado do Havaí)

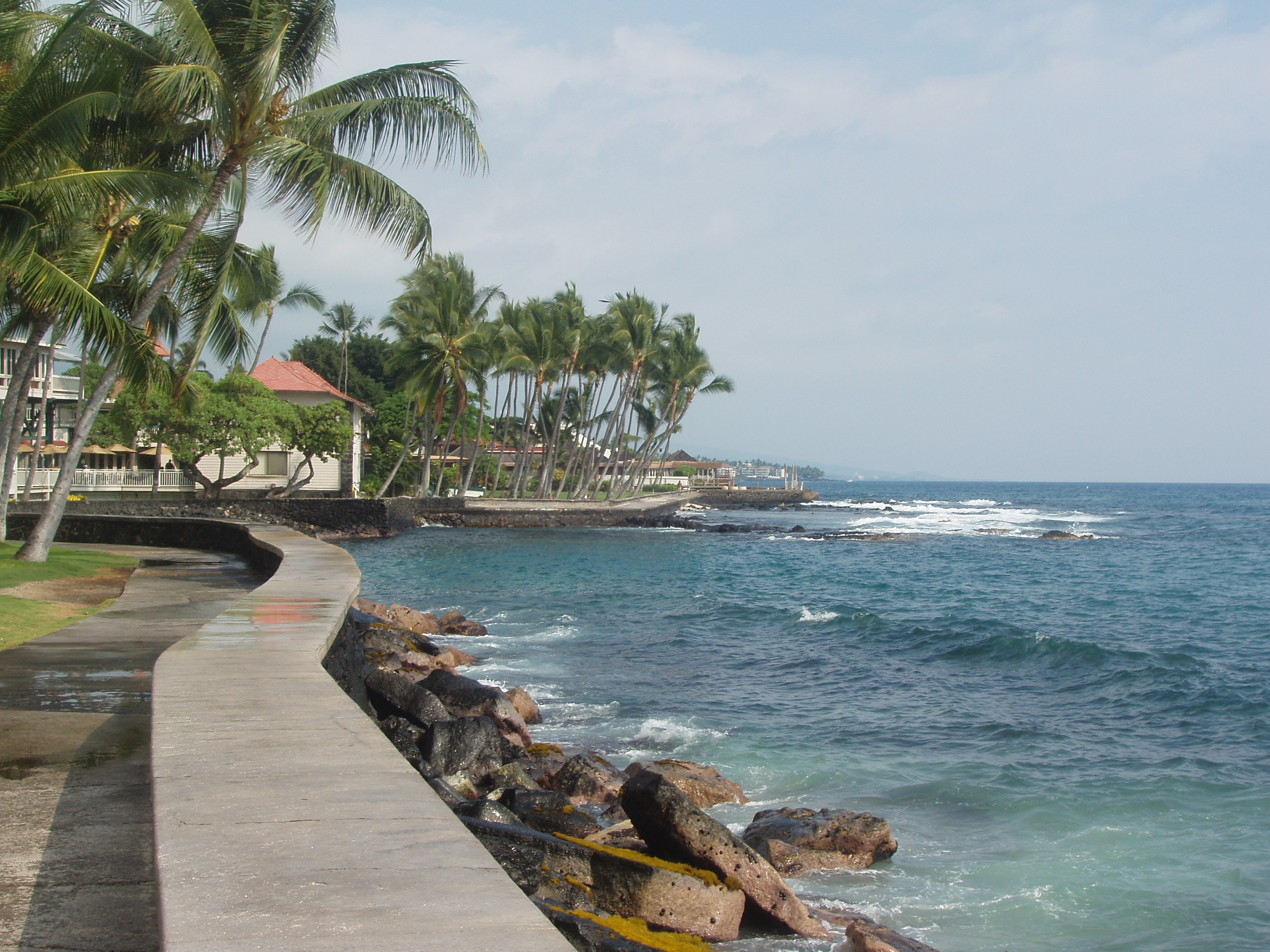
Costa no sul do Palácio Hulihee

Kailua, também conhecida como Kailua-Kona, é uma Região censo-designada localizada no estado americano do Havaí, no Condado de Hawaii.

## Geografia
De acordo com o United States Census Bureau, a localidade tem uma área de 103 km².

## Demografia
Segundo o censo nacional de 2010, a sua população é de 11 975 habitantes.